# Viktorija Ivanovskaja

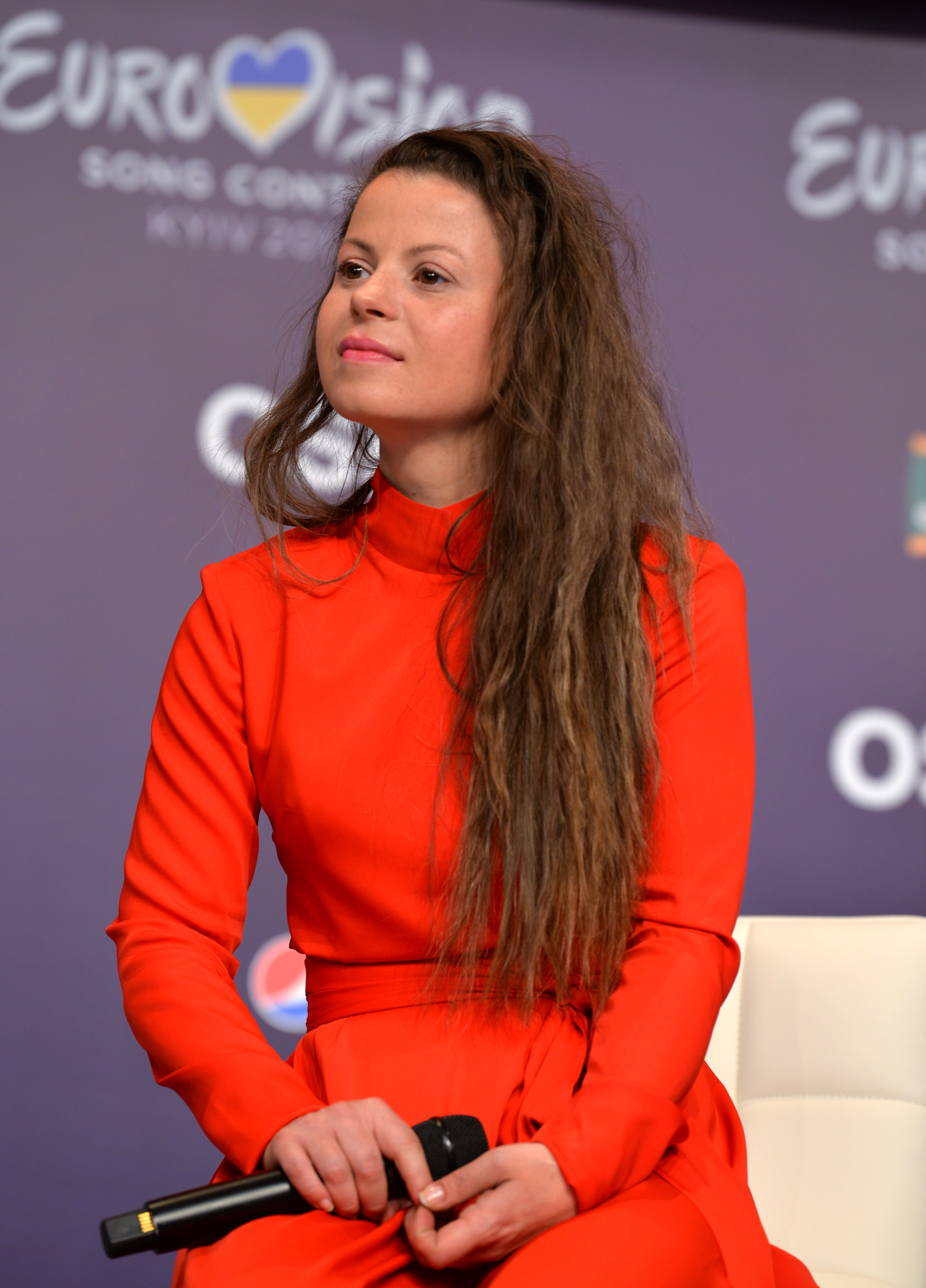
Viktorija Ivanovskaja (2017)

Viktorija Ivanovskaja ist eine litauische Musikerin russischer Herkunft.

## Leben
Gesang lernte Ivanovskaja privat. Von 2000 bis 2004 war sie Leadsängerin in der Band Saulės kliošas. Danach gründete sie ihre eigene Band Pikoe. Seit Sommer 2004 singt sie mit der Band Fusedmarc, deren weitere Mitglieder Denisas Zujevas, Norbertas Gaulia, Gediminas Augustaitis und Stasys Žakas sind. Am 11. März 2017 gewann sie mit Fusedmarc das Finale des litauischen Vorentscheids zum Eurovision Song Contest 2017 und durfte daraufhin in Kiew mit dem Song Rain of Revolution  im zweiten Halbfinale antreten. Sie qualifizierte sich allerdings nicht für das Finale.